# Gibson LaFountaine
Gibson LaFountaine (Lake Placid, 1970) è un'ex sciatrice alpina statunitense.

## Biografia
Specialista delle prove tecniche, la LaFountaine debuttò in campo internazionale in occasione dei Mondiali juniores di Madonna di Campiglio 1988 e l'anno dopo nella rassegna iridata giovanile di Alyeska 1989 vinse la medaglia d'argento nello slalom speciale. Non prese parte a rassegne olimpiche né ottenne piazzamenti in Coppa del Mondo o ai Campionati mondiali; si ritirò nel 1995.

## Palmarès

### Mondiali juniores
- 1 medaglia:
  - 1 argento (slalom speciale ad Alyeska 1989)